# The Simpsons: Bart's House of Weirdness
The Simpsons: Bart's House of Weirdness é um jogo eletrônico de plataforma desenvolvido pela Distinctive Software e publicado pela Konami, sendo lançado exclusivamente para MS-DOS em 1.º de janeiro de 1992. Baseado na franquia dos Simpsons, o jogo apresenta muitos aspectos da série e segue as aventuras de Bart Simpson, que fugiu de sua casa depois de ter sido castigado por seus pais. Em suas aventuras pela cidade, Bart é equipado com várias armas que podem ser usadas para afastar inimigos e animais.
Bart's House of Weirdness não possui uma ampla base de fãs por ter sido lançado apenas para a plataforma DOS; apesar disso, as primeiras críticas que o jogo recebeu foram positivas, as quais elogiaram os gráficos e o som. No entanto, sua jogabilidade foi fortemente criticada em uma contribuição do website 1UP.com, em 2009.

## Enredo e jogabilidade
Bart's House of Weirdness é um jogo eletrônico de plataforma de ação e aventura que usa movimento de tela única. O enredo segue Bart Simpson, que está de castigo depois de ter feito muitas brincadeiras. Sem nada para fazer, ele rapidamente fica entediado e foge de sua casa, aventurando-se pela cidade e, eventualmente, dirigindo-se a um parque de diversões, onde ele tem que salvar Krusty de seu arqui-inimigo Sideshow Bob.
O jogo possui seis níveis e uma batalha final. O jogador controla Bart enquanto ele ajuda sua irmã Maggie a recuperar uma bola, explora o porão e o sótão da casa dos Simpsons, foge para o cinema e para o shopping, e tem um sonho em que ele é inserido no universo de Itchy & Scratchy. Durante esses níveis, Bart luta contra coelhinhos, aranhas (no sótão), fantasmas (no porão), mutantes espaciais (no cinema) e com Itchy e Scratchy (no mundo dos sonhos).
Bart é capaz de utilizar uma variedade de armas durante o jogo, incluindo uma arma de arroto, um estilingue, tinta spray e balões de água. O jogador controla essas armas com um teclado ou um joystick. O controle deste último pode ser executado por dois modos: um para atacar e outro para pular. Sempre que o jogador erra ou acertado pelos inimigos, a barra de vida, denominada de "Cool-O-Meter", cai. A fim de recuperar a saúde de Bart, o jogador deve encontrar um item "legal" que ele possa usar. Ao completar todos os níveis, Bart se dirige à Krustylândia para salvar Krusty de Bob.

## Desenvolvimento e lançamento
Bart's House of Weirdness foi desenvolvido pela Distinctive Software e publicado pela Konami, que anunciou o jogo na Exposição Internacional de Verão de Eletrônicos de Consumo de Chicago, em junho de 1991. O lançamento exclusivo para a plataforma DOS ocorreu em 1992, sendo compatível com os padrões Color Graphics Adapter (GCA) e Enhanced Graphics Adapter (EGA), mas não para o padrão Video Graphics Array (VGA). Escritores do website UGO Networks comentaram que o fato do título ter sido lançado exclusivamente para o DOS "mais do que provavelmente explica porque sua aclamação crítica é zero e o suporte de fãs inexistente. É surpreendente que tenha recebido um lançamento tão limitado, já que foi publicado pela Konami, que normalmente não tem problemas para distribuir jogos em uma variedade de plataformas." Da mesma forma, um editor do 1UP.com escreveu que o jogo é "quase desconhecido (não há nem mesmo um único vídeo dele no YouTube)" e que "merece um pouco mais de cobertura, apenas para reconhecer sua existência".

## Recepção
Na época que foi lançado, Bart's House of Weirdness recebeu críticas positivas por parte da imprensa: na edição de número 179 da revista Dragon, os contribuintes Hartley, Patricia e Kirk Lesser deram cinco estrelas, o máximo da escala, comentando que o título é "um dos melhores jogos de fliperama" que [eles] jogaram, sendo também "um dos melhores produtos da Konami". Os gráficos, os sons e as animações também foram elogiados pelos contribuintes, que deixaram um desejo para que a Konami considerasse lançar o jogo com suporte VGA. William Burrill, do Toronto Star, comentou que alguns aspectos do programa estavam inclusos no jogo, incluindo os "nítidos e coloridos" gráficos, a música e as amostras da voz do Bart. A Computer Gaming World gostou da semelhança entre os gráficos e o programa, e concluiu que "House of Weirdness se destaca, bem como qualquer jogo de arcade do 'Super-Maroid.'"
Em 2009, dezoito anos após o lançamento de Bart's House of Weirdness, Bob Mackey, editor do website 1UP.com, reviu o jogo no blogue oficial de jogos retrô. O contribuinte elogiou o jogo por seus gráficos, mas criticou a jogabilidade. Mackey escreveu que "os gráficos são muito mais impressionantes do que qualquer outro título dos Simpsons na época, fora os de luta. Na verdade, os gráficos por si só eram responsáveis por minha infância [...] excitação sobre House of Weirdness; [...] eles são bem exuberantes - mesmo que não sejam inteiramente fiéis ao show. A tradução do PC de Bart pode ser um pouco fora do modelo, mas é um gigantesco salto sobre sua aparência de pato vista no NES." Ele acrescentou, no entanto, que o jogo "é completamente não intuitivo: seus objetivos não são claros, nunca é claro se você está fazendo a coisa certa, e muitas vezes você está preso em telas sem saída aparente, exceto a morte." Mackey também criticou a estrutura dos níveis que "parece que foi gerada aleatoriamente" e o fato de que os sprites "grandes e lindos" às vezes não se movem bem.